# Lisboa (Antarktika)
Lisboa je najjugozapadniji od malih otoka s južnog kraja otoka Petermann, u otočju Wilhelm, Antarktika. Otkrila ga je i imenovala Francuska antarktička ekspedicija (1908.–10.), pod vodstvom Jean-Baptiste Charcota. 